# Tafana
Genre
Tafana est un genre d'araignées aranéomorphes de la famille des Anyphaenidae.

## Distribution
Les espèces de ce genre se rencontrent en Amérique du Sud.

## Liste des espèces
Selon World Spider Catalog (version 22.0, 09/04/2021) :
- Tafana arawak de Oliveira & Brescovit, 2021
- Tafana chimire de Oliveira & Brescovit, 2021
- Tafana huatanay de Oliveira & Brescovit, 2021
- Tafana humahuaca de Oliveira & Brescovit, 2021
- Tafana kunturmarqa de Oliveira & Brescovit, 2021
- Tafana maracay de Oliveira & Brescovit, 2021
- Tafana nevada de Oliveira & Brescovit, 2021
- Tafana oliviae de Oliveira & Brescovit, 2021
- Tafana orinoco de Oliveira & Brescovit, 2021
- Tafana pastaza de Oliveira & Brescovit, 2021
- Tafana pitieri de Oliveira & Brescovit, 2021
- Tafana quelchi (Pocock, 1895)
- Tafana riveti Simon, 1903
- Tafana ruizi de Oliveira & Brescovit, 2021
- Tafana silhavyi (Caporiacco, 1955)
- Tafana straminea (L. Koch, 1866)

## Publication originale
- Simon, 1903  : « Descriptions de quelques genres nouveaux de l'ordre des Araneae. » Bulletin de la Société entomologique de France, vol. 1903, p. 123-124 (texte intégral).